# فرط النخامية
فرط النخامية هي حالة بسبب فرط إفراز هرمونات الغدة النخامية، وعادة ما ينتج عن الورم الحميد النخامي. الأطفال الذين يعانون من فرط نشاط الغدد النكافية أمر نادر الحدوث، وتعطل تنظيم النمو، إما بسبب فرط هرمون فرط أو بسبب المظاهر الناجمة عن الضغط المحلي للورم الغدي يمكن أن يحدث. 

## الأعراض
تشمل الأعراض الناجمة عن زيادة الهرمونات وما يرتبط بها من تأثيرات على:
- كثرة الشعر[3]
- ازدواج الرؤية[4]
- فرط التعرق[4]
- انخفاض الرغبة الجنسية[3]
- خمول[5]
- صداع[5]
- وهن عضلي[4]

## سبب
سبب فرط النخامية في معظم الحالات يرجع ذلك إلى أورام الغدة النخامية. عادة ما تأتي من الفص الأمامي، وظيفية وتفرز هرمون، هرمون النمو والبرولاكتين. 

## آلية فرط النخامية

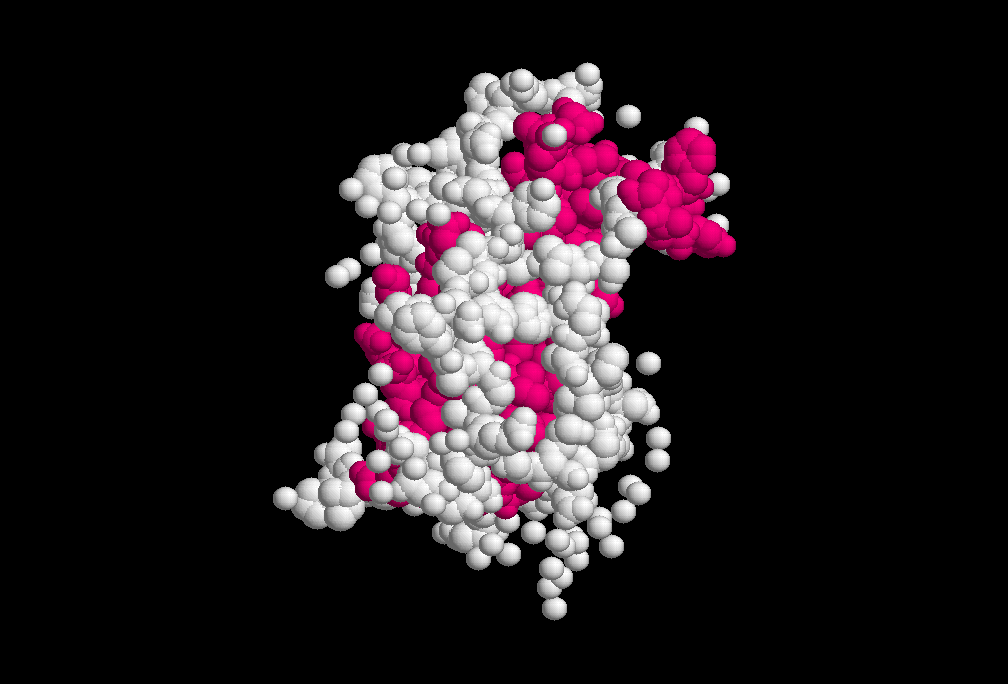
هرمون النمو

تشير الدلائل إلى أن آلية فرط النخامية يمكن أن تنشأ من اضطراب وراثي يسبب الأورام النخامية، ومعظم الأورام الغدية النخامية هي أحادية النسيلة، والتي بدورها تشير إلى أصلها من حدث في خلية واحدة.  هناك ثلاثة هرمونات التي هي من المفروض تؤدي إلى الورم الحميد النخامية: هرمون البرولاكتين، هرمون قشر الكظر (ACTH)، وهرمون النمو (GH).   البرولاكتين الزائد قد يؤدي إلى ورم برولاكتيني  ينتج عن GH الزائد في العملقة، تتوقف شدة العملقة على ما إذا كانت لوحة المشاشية مفتوحة.  الأنواع الأربعة الأكثر شيوعًا من فرط البويضة هي الورم البرولاكتيني، ورم قشري الكورتيزون ( داء كوشينغ )، ورم الغدة الجسدية (العملاقة)، والأورام الدرقي. 

## التشخيص
لتشخيص فرط النخامية يعتمد على نوع (أنواع) الخلية المتأثرة، المظاهر السريرية للهرمون الزائد قد تشمل، والعملقة أو ضخامة النهايات، والتي يمكن تحديدها من خلال النتائج السريرية والإشعاعية.  يتم تشخيص داء كوشينغ من خلال الفحص البدني والاختبارات المعملية والأشعة السينية من الغدد النخامية (لتحديد الأورام)  بالنسبة لورم البرولاكتين، يأتي التشخيص على شكل قياس مستويات البرولاكتين في المصل والأشعة السينية من الغدة النخامية. 

## علاج

الدوبامين

يتكون العلاج (لفرط النمو الشرياني) في حالة ورم البرولاكتيني من إدارة طبية طويلة المدى. مثبطات الدوبامين هي المكثفات القوية لإفراز PRL وتأسيس وظيفة تناسلية طبيعية. كما أنه يمنع تكاثر الخلايا الورمية (في بعض الحالات يتسبب في انكماش الورم)  يبدأ العلاج للعملقة بتحديد الأهداف المستهدفة لـ IGF-1، الجراحة عبر الشحمية (بروابط مستقبلات السوماتوستاتين- قبل الجراحة) وتقييم التصوير بعد العملية الجراحية.  لمرض كوشينغ هناك عملية جراحية لاستخراج الورم. بعد الجراحة، قد تبدأ الغدة ببطء العمل مرة أخرى، ولكن ليس دائمًا. 